# Резе (Шер)
Резе́ (фр. Rezay) — коммуна во Франции, находится в регионе Центр. Департамент — Шер. Входит в состав кантона Шатле. Округ коммуны — Сент-Аман-Монтрон.
Код INSEE коммуны — 18193.

## География
Коммуна расположена приблизительно в 250 км к югу от Парижа, в 140 км южнее Орлеана, в 50 км к югу от Буржа.
По территории коммуны протекает река Синез и её приток — Муер (или Мушер).

## Население
Население коммуны на 2008 год составляло 231 человек.
| 1962 | 1968 | 1975 | 1982 | 1990 | 1999 | 2008 |
| ---- | ---- | ---- | ---- | ---- | ---- | ---- |
| 294  | 343  | 279  | 262  | 240  | 218  | 231  |

## Экономика
Основу экономики составляет сельское хозяйство.
В 2007 году среди 141 человека в трудоспособном возрасте (15-64 лет) 92 были экономически активными, 49 — неактивными (показатель активности — 65,2 %, в 1999 году было 71,8 %). Из 92 активных работали 85 человек (48 мужчин и 37 женщин), безработных было 7 (5 мужчин и 2 женщины). Среди 49 неактивных 10 человек были учениками или студентами, 25 — пенсионерами, 14 были неактивными по другим причинам.

## Достопримечательности
- Церковь Нотр-Дам (XII век). Была разрушена в 1875 году, новая церковь была завершена в 1877 году.